# Albert Ebert (Politiker)
Albert Ebert (* 24. April 1874 in Rodewisch; † 29. Dezember 1935 in Dresden) war ein deutscher Politiker (SPD, USPD, KPD) und von 1920 bis 1922 Abgeordneter des Sächsischen Landtages.

## Leben
Der Sohn eines Eisenbahnbeamten aus dem Vogtland ging nach einer Lehre als Dreher auf Wanderschaft und ließ sich 1904 in Dresden nieder. Dort war er bis 1918 Metallarbeiter. Im Jahr 1890 war Ebert der SPD beigetreten und wechselte 1917 zur USPD, in der er Vorsitzender der Ortsgruppe Dresden-Trachenberge wurde. Kurz vor Ende des Ersten Weltkrieges wurde er zum Militärdienst eingezogen. In Frankreich geriet er dabei in Gefangenschaft.
Nach seiner Rückkehr nach Dresden wurde er wieder in der USPD aktiv und trat 1920 für die Vereinigung der Partei mit der KPD ein. Bei der Landtagswahl im November 1920 zog er für die Liste der USPD (Linke) in den Sächsischen Landtag ein und gehörte ihm bis 1922 an. Aufgrund der Vereinigung der USPD-Linken mit der KPD im Dezember 1920 trat er im Landtag der KPD-Fraktion bei.
Als Mitglied der KPD-Bezirksleitung Ostsachsen war er vor allem für die Jugendarbeit zuständig. Während der Märzkämpfe in Mitteldeutschland 1921 fungierte er als Kurier zwischen Dresden und dem Mansfelder Land. Anfang der 1920er Jahre war Ebert auch Betriebsratsvorsitzender der Dresdner Metallfabrik Seidel & Naumann. Ab 1923 war Ebert hauptamtlich für die KPD-Zentrale tätig und vor allem für die illegale Grenzarbeit sowie den Literaturvertrieb eingesetzt. 1928/29 war Ebert Verwalter der Reichsparteischule Rosa Luxemburg in Dresden. Ab 1931 gehörte er der Leitung des KPD-Unterbezirks Dresden an.
Nach der „Machtergreifung“ der Nationalsozialisten war Ebert erwerbslos. Bei ihm fanden mehrere Hausdurchsuchungen statt und er wurde mehrfach kurzzeitig inhaftiert. Ebert starb kurz nach einer erneuten Hausdurchsuchung.
Sein Bruder Emil Ebert war von 1926 bis 1933 für die SPD ebenfalls Abgeordneter des Sächsischen Landtages.